# Prix Auguste-Capdeville
Le prix Auguste-Capdeville, de la fondation du même nom, créé en 1935, est un ancien prix annuel de l'Académie française « décerné à trois lauréats d’un concours de poésie dont le sujet imposé est : "Amour d'un fils pour sa mère" et où la composition ne doit pas excéder 100 vers ».
Auguste Capdeville est un auteur de recueils en vers et de romans, né à Béziers (Hérault) en 1855.
Plusieurs auteurs ont obtenu le prix Auguste-Capdeville pour une anthologie : A.-D. Tavares-Bastos pour son Anthologie des poètes brésiliens contemporains en 1954, Edmundo Bianchi pour son Anthologie des poètes français contemporains en 1955 et Raymond Caudmont pour son Anthologie des poètes aveugles en 1957.

## Liste des lauréats

### Années 1940
- 1941 : Jean Sarrailhé
- 1944 : 
  - Maurice de France pour Mon rêve
  - Émile Tourlac pour À ma mère
- 1946 : 
  - Maurice Alexandre pour Échos intimes
  - Mme George-Day
  - Henri Marchand   pour Le Manteau de pourpre et Terre de Morérie. Le pays natal
  - André Marèse pour Poèmes
  - Raphaëlle Martinon
  - Pierre Pineau pour Et il a habité parmi nous
  - Yvonne Pinelli pour Fuyons la plaine
  - Henri Sinègre
- 1948 : Charles Dhers pour Mater sempiterna

### Années 1950
- 1950 : José Olivier pour l'ensemble de son œuvre poétique
- 1951 : 
  - Paul Gilson pour l'ensemble de son œuvre poétique
  - Yves-Gérard Le Dantec pour l'ensemble de son œuvre poétique
  - Léon Vérane pour l'ensemble de son œuvre poétique
- 1953 : 
  - Odette Casadesus pour Almicantarat
  - Jean Darwel pour La Chevalière du roi
  - Édouard Gargour pour Glanes poétiques
  - Pierre Laurent pour L'Heure éternelle
  - René Pouvreau pour Feux de cendres
  - Jean Sarrailhé pour Poèmes du silence et de la solitude
  - Dr Trouette-Valadon pour Mater Filii
- 1954 : 
  - Louis Amargier pour Merveilles
  - Maurice Carême pour L’eau passe
  - Robert Choquette pour Suite marine
  - Noël de La Houssaye pour Le Tiers Livre des odes pindariques
  - Germaine Massis pour Chants du soir
  - Jacques Raphaël-Leygues pour Retour de mer
  - Ahmed Rassim pour Pages choisies
  - Antonio Dias Tavares Bastos pour Anthologie des poètes brésiliens contemporains
- 1955 : 
  - Edmundo Bianchi pour Anthologie des poètes français contemporains
  - Guy Chastel pour l'ensemble de son œuvre poétique
  - Paul Leclerc pour l'ensemble de son œuvre poétique
  - Wilfrid Lucas pour l'ensemble de son œuvre poétique
  - André Mary pour l'ensemble de son œuvre poétique
- 1956 : 
  - Isabelle Bichet pour Noël Marana tha
  - Mireio Doryan pour Les Occitans. La présence passionnée
  - Marc-André Fabre pour Au pays des chardons et des genévriers
  - Marthe-Claire Fleury pour Les Chemins de prière
  - Claude-Évelyne Gruber-Magitot pour Couleurs du temps
  - Jeanne Lenglin pour Pénombre
  - Émile Poiteau pour À l’ombre de ma vie
  - Revue Pointe et Contrepointes
  - Edmond Vernier pour Au bord de mon courtil
- 1957 : 
  - Richard Brande pour Constellations
  - Cahiers Paul Verlaine
  - Raymond Caudmont pour Anthologie des poètes aveugles
  - Rosaire Dion-Levesque pour Poèmes
  - Émile Dousset pour Fantômes de l’histoire
  - Léon Guillot de Saix pour Calendes
  - Alexandre Guinle pour l'ensemble de son œuvre
  - Alain Le Breton pour Le Pain de la joie
  - Marie Mamelet pour Tisons sous la cendre
  - Alphonse Métérié pour l'ensemble de son œuvre
  - Georges Millot pour Ta présence
  - Mathilde Pomès pour l'ensemble de son œuvre
  - André Rodenbach pour Vivre
  - Jean Rouger pour Sonnets de la Résistance
- 1958 : 
  - Pierre Autize pour Lucarnes sur les jours
  - Jeanne Benoit-Guyod pour J’ai des jardins et le Chant des pierres
  - Eusèbe Brémond d’Ars pour Poèmes anciens et nouveaux
  - Félix-Christian Delalande pour Prières dans la cathédrale
  - Germaine-Emmanuelle Delbousquet pour Le Verger du coteau
  - René Girardeau pour L’Arbre de ceux d’en haut
  - Ivan de La Thibauderie pour Langrottes et Margouillats
  - Georges Millot pour Avec Bernadette
  - Pierre Moussarie pour Trente Feux
  - Octave Mureau pour Œuvre poétique
  - Colette Nicolas pour Ombres
- 1959 : 
  - Abel Beaufrère pour Gerbe du soir
  - Jean-Émile Benech pour La Poursuite du vent
  - Odette Jahan pour Mon amour n’est pas de ce monde
  - Abram Krol pour Stèle pour un jeune frère
  - Geneviève de Louvencourt pour Temps intérieurs
  - Florette Morand pour Chanson pour ma savane

### Années 1960
- 1960 : 
  - Léon Guillot de Saix pour Au jardin de Saadi
  - Jean Jarricot pour Proches Hivers
  - Paul Noël pour Au fil des jours
  - José Olivier pour À la recherche de Dieu
- 1961 : 
  - Gustave Hodebert pour Les Chants de la Chezelles et Les Ombres chères
  - Marcelle Joignet pour Touraine un soir de Juin
  - André Lo Celso pour Éclats dans les nuages
  - Noël Ruet pour Ma blessure chante et Le Bouquet de sang
  - Fernand Triger pour Sur l’eau du temps
- 1962 : Chanoine Marcel Michelet pour Accords et Dissonances
- 1963 : Émile Machin pour La Maison des iris
- 1965 : René Galichet pour Ode à la France
- 1967 : Hélène Vestier pour Tout au long d’une vie

### Années 1970
- 1979 : Jean Tenant pour La Lumière et la Paix

### Années 1980
- 1980 : Hervé Vilez pour Les Voix de l’ombre
- 1982 : 
  - Roger Bonhomme pour Itinéraires
  - Anna Livebardon pour De tous les jours